# Тейбъл
Тейбъл (на английски: Table Mountain; на африкаанс: Tafelberg; на нама: Huri ‡oaxa) е плоска планина, извисяваща се над Кейптаун в Република Южна Африка. Тя е известна туристическа забележителност и може да ее изкачи чрез лифт или по планински пътеки. Планината е част от национален парк Тейбъл Маунтин и е дом на флора и фауна с голямо съотношение на ендемити.

## Характеристика
Главна черта на планината Тейбъл е равното плато, от където идва името ѝ (на английски: table - маса, плоска повърхност), с дължина около 3 km и завършващо с впечатляващи скали. Платото, оградено от Девилс Пийк (на английски: Devil's Peak – „Дяволски връх“) на изток и Лайънс Хед (на английски: Lion's Head – „Лъвска глава“) на запад, предоставя добър изглед към Кейптаун. Тези широки планински извивки образуват естествения амфитеатър на залива Тейбъл. Най-високата точка на планината Тейбъл се намира в източния край на платото и е маркирана с купчина камъни, създадена през 1865 г. от сър Томас Маклиър в хода на тригонометрично проучване. Точката се намира на 1085 m над морското равнище.
Скалите на платото се пресичат от клисурата Платеклип, която предоставя лесен и пряк достъп до върха. Именно по нея Антониу де Салданя се изкачва за пръв път по планината през 1503 г.
Плоското било на планината често е покрито от орографски облаци, които се образуват, когато югоизточни ветрове се заизкачват по планинските склонове, срещнат по-студения въздух там и влагата започне да кондензира. В миналото една легенда е гласяла, че явлението се дължи на състезание по тютюнопушене между дявола и местен пират.
Тейбъл се намира на северния край на пясъчников хребет, образуващ гръбнака на Капския полуостров и завършващ на около 50 km южно, при нос Добра надежда и Кейп Пойнт. Непосредствено на юг от Тейбъл е разположен неравен масив, наречен Бек Тейбъл (на английски: Back Table). Атлантическата страна на Бек Тейбъл е позната под името Дванадесетте апостоли.

### Геология
Горните 600 m от планината са съставени от ордовикски скали на 450 – 510 милиона години. Най-горните слоеве са съставени от изключително твърд кварцов пясъчник, който е високоустойчив към ерозия и образува характерни стръмни сиви зъбери. По-долните слоеве са глинести и са по-податливи на ерозия Планината има плоско и равно било, тъй като е синклинална планина, което ще рече, че някога е представлявала дъното на долина.

## Флора и фауна
Тейбъл има необичайно богато биоразнообразие. Растителността на планината е съставена главно от няколко различни типа финбош. Тя е част от защитената Капска област, която е обект на световното културно и природно наследство на ЮНЕСКО и е дом на около 2285 вида растения. Голяма част от тях, включително много видове от рода Protea, са ендемити. От тези 2285 вида, 1500 се срещат на площ от 57 km2 в Тейбъл и Бек Тейбъл. Disa uniflora, въпреки ограниченото си разпространение в Западен Кейп, е относително често срещана в многогодишно влажните зони (водопади и потоци) на Тейбъл.
В по-влажните дефилета все още се срещат девствени гори. Все пак голяма част от първоначалната растителност е изсечена от европейските заселници за гориво за пещите с вар при строителството на крепостта Добра надежда. Първоначалният обхват на гората не е известен, но тя вероятно е покривала източните склонове на Девилс Пийк, Тейбъл и Бек Тейбъл. В началото на 20 век са засети борови плантации по тези склонове, но към днешна дата повечето от тях са изсечени, позволявайки на финбоша да процъфти.
Финбошът е растителност, адаптирана към огън, а ако пожарите не са твърде чести или интензивни, те могат да подпомагат разнообразието на финбоша. Чести пожари горят сред финбоша в продължение на поне 12 000 години в резултат от човешката дейност. През 1495 г. Вашку да Гама нарича южноафриканския бряг „Земя на дима“, виждайки пушека, който се издига от многобройните пожари. Те вероятно са улеснявали лова, а по-късно с пристигането на скотовъдите са предоставяли свежа земя за паша след дъжд. Поради тази причина оцелелите растения във финбоша, са били обект на чести пожари в продължение на много години и опазването им в наши дни предполага редовен огън. Счита се, че пожари през 10 – 15 години насърчават разпространението на по-големите видове Protea. Все пак пожарите в планината днес се дължат главно на нерегулираната човешка дейност.
Въпреки интензивните усилия за опазване на околната среда, планината има една най-високата концентрация на застрашени видове от всяка континентална област със същия размер в света. Неурбанизираните части на Капския полуостров (намиращи се главно по планинските склонове) страдат тежко от инвазивни видове в продължение на повече от век, като може би най-инвазивният растителен вид е борът Pinus pinaster. Полагат се значителни усилия за ограничаване на бързото разпространение на инвазивните дървета.
Най-разпространеният бозайник в планината е скалистият даман. Между 2000 и 2004 г. броят им спада рязко по необясними причини. Преди това те се струпват около туристическите райони на върха на планината, където се хранят с изхвърлената от хората храна. Спадът в популацията на даманите води до намаляване на броя ястребови Aquila verreauxii. От 2013 до 2017 г. само една женска птица от този вид обитава полуострова.
Планината Тейбъл също така е дом на мангусти, Hystrix africaeaustralis, змии, гущери, костенурки и изключително рядката ендемична жаба Heleophryne rosei. Последният лъв в района е застрелян през 1802 г. Леопардите се задържат в планината до около 1920-те години, но днес са напълно изчезнали. Каракалът в миналото е бил често срещан в планината, но днес е рядка гледка. Сред грабливите птици се открояват малък орел, африкански блатаров ястреб, сокол скитник, Buteo rufofuscus и Falco rupicolus. През 2014 г. на полуострова са засечени четири двойки африкански белоглав морски орел, но те гнездят на дървета, възможно най-далеч от човешката дейност. Броят им към 2017 г. е неизвестен.
До края на 1990-те години във всички планини на полуострова се срещат мечи павиани. Вече не обитават Тейбъл и Бек Тейбъл, но се срещат из боровите гори на други планински местности, където намират по-качествена храна, отколкото сред финбоша. В днешно време популациите им се мониторират и пазят, като след 2009 г. броят им нараства от 350 до 450 индивида.
Хималайски тарове, избягали от кейптаунския зоопарк през 1936 г., в миналото се срещат относително често по високите и недостъпни части на планината. Те са почти изтребени от програма на южноафриканските национални паркове, целяща повторно въвеждане на местните клипшпрингери. До неотдавна в планината се срещат и елени лопатари и индийски замбари. Тези животни все още могат да се видят в планината, макар и рядко и напук на усилията да бъдат елиминирани или преместени. Многочислени куага в миналото бродят из Капския полуостров, но са изтребени до изчезване към началото на 19. век. Последната куага умира в Амстердамския зоопарк през 1883 г.